# Aram MP3
Aram Sargsian (Armeens: Արամ Սարգսյան) (Jerevan, 5 april 1984), beter bekend als Aram MP3, is een Armeens zanger en comedian.

## Biografie
Sargsyan werd geboren in Jerevan, in de toenmalige Sovjet-Unie. In 2006 studeerde hij af aan de Yerevan State Medical University. Vervolgens legde hij zich toe op verschillende activiteiten, zoals stand-upcomedy, acteren en muziek componeren.
In 2006 werd 32 Atam gesticht, een stand-upcomedyprogramma dat eerst werd uitgezonden door ARMTV dan door SHANTTV en dan door Armenia TV. Het programma wordt nog steeds uitgezonden maar in 2010 ging een deel van de deelnemers weg waaronder ook Aram MP3. Ze begonnen bij SHANTTV de Vitamin Club, eveneens een stand-upcomedyprogramma. Aram MP3 deed in beide programma's muzikale nummers. Hij imiteerde of zong tal van nummers van beroemde artiesten geïmiteerd. In 2013 bracht Aram MP3 zelf een aantal nummers uit waaronder Thinking positive met Shprot, Shine, If I tried en Just go on.
Op 31 december 2013 maakte de ARMTV tijdens een nieuwjaarsspecial bekend dat het Aram MP3 intern had verkozen als Armeense vertegenwoordiger op het Eurovisiesongfestival 2014. Op 14 maart 2014 maakte Aram MP3 zijn lied voor Eurosong bekend, Not alone. Op het festival werd hij vierde.

## Discografie

### Singles
| Single met eventuele hitnotering(en) in de Nederlandse Top 40 | Datum van verschijnen | Datum van binnenkomst | Hoogste positie | Aantal weken | Opmerkingen                                                        |
| ------------------------------------------------------------- | --------------------- | --------------------- | --------------- | ------------ | ------------------------------------------------------------------ |
| Not alone                                                     | 2014                  | -                     |                 |              | Inzending Eurovisiesongfestival 2014 / Nr. 94 in de Single Top 100 |

| Single met hitnotering(en) in de Vlaamse Ultratop 50 | Datum van verschijnen | Datum van binnenkomst | Hoogste positie | Aantal weken | Opmerkingen                          |
| ---------------------------------------------------- | --------------------- | --------------------- | --------------- | ------------ | ------------------------------------ |
| Not alone                                            | 2014                  | 10-05-2014            | tip36           | -            | Inzending Eurovisiesongfestival 2014 |

2006: André · 
2007: Hayko · 
2008: Sirusho · 
2009: Inga & Anush · 
2010: Eva Rivas · 
2011: Emmy · 
2013: Dorians · 
2014: Aram MP3 ·
2015: Genealogy ·
2016: Iveta Mukuchian ·
2017: Artsvik ·
2018: Sevak Chanagian · 
2019: Srbuk · 
2022: Rosa Linn · 
2023: Brunette · 
2024: Ladaniva · 
2025: Parg